# Vražda zajatců v Jelením příkopu

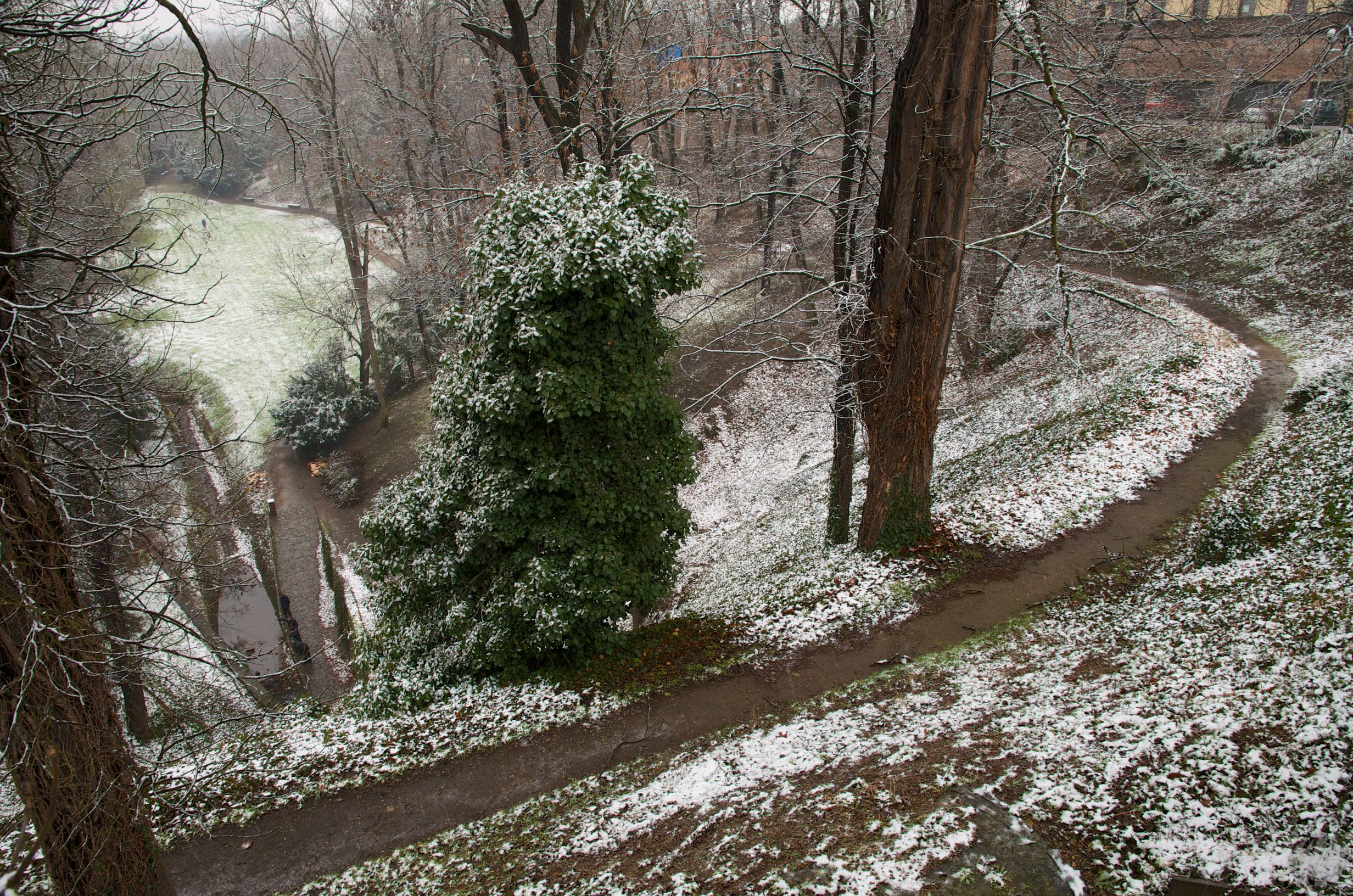
Jelení příkop

Vražda zajatců v Jelením příkopu byl masakr celkem 21 zajatých českých povstalců a civilistů německými vojáky, nejspíše příslušníky posádky Waffen-SS na Pražském hradě či jednotky Německé branné moci umístěné v Dejvicích. Došlo k němu 8. května 1945 na rampě nad Jelením příkopem v Praze. Těla zastřelených byla zohavena a podle poválečné úřední zprávy nesla známky mučení (rozpáraná břicha s vyhřezlými střevy, bajonetem vypíchané oči, bodné rány v krku a na zádech, vyrvané kusy masa).

## Oběti
Celkem 10 obětí se nepodařilo identifikovat. 11 identifikovaných obětí jsou:
1. Jindřich Páleníček (narozen 6. července 1903)
2. Ferdinand Veselý (narozen 31. července 1924)
3. Karel Mündel (narozen 18. dubna 1922)
4. Oldřich Zemek (narozen 6. února 1926)
5. Miroslav Sommer (narozen 7. června 1923)
6. Bohumil Wolmuth (narozen 19. ledna 1925)
7. Heřman Schilling (narozen 24. září 1905)
8. František Kůs (narozen 23. prosince 1923)
9. Rudolf Dvořák (narozen 28. prosince 1888)
10. Josef Strašík (narozen 15. května 1929)
11. Jiří Dušek (narozen 11. července 1925)

## Pomník
4. května 1946 byl na místě události odhalen pomník.